# Metal Conquest
Metal Conquest è l'unico EP del gruppo heavy metal svedese Heavy Load, pubblicato nel 1981.

## Tracce

### Lato A
1. You've Got the Power - 4:18
2. Dark Nights - 3:51
3. Heavy Metal Heaven - 4:32

### Lato B
1. Hey - 3:24
2. Heathens from the North - 4:09

## Formazione
- Ragne Wahlquist - voce, chitarra, tastiere
- Eddy Malm - chitarra, voce
- Torbjörn Ragnesjo - basso
- Styrbjörn Wahlquist - batteria